# Дормушали Саидходжа
Дормушали Сафет Саидходжа (прякор Муши) е български футболист, от турски произход който от декември 2008 г. се състезава за отбора на ЦСКА София. Той играе като централен нападател. Висок е 186 см. и тежи 85 кг. Юноша е на „Ботев“ (Пловдив) където играе до зимата 2008, като през пролетта на 2006/2007 играе под наем в датския „ФК Ранерс“. През лятото на 2009 е преотстъпен до зимната пауза на Литекс, а в началото на 2010 се завръща в ЦСКА. В края на януари 2011 г., клуб е футболист разтрогват по взаимно съгласие. От началото на февруари подписва 18 месечен договор с Локомотив (София).
През септември 2012 подписва с Етър.

## Статистика по сезони
| Сезон     | Отбор        | Първенство | Мачове | Голове |
| --------- | ------------ | ---------- | ------ | ------ |
| 2003/2004 | Ботев        | А група    | 3      | 1      |
| 2004/2005 | Ботев        | Б група    | 15     | 10     |
| 2005/2006 | Ботев        | А група    | 16     | 1      |
| 2006/2007 | Ботев        | А група    | 14     | 7      |
| 2006/2007 | Ранерс       | Висша лига | 2      | 0      |
| 2007/2008 | Ботев        | А група    | 16     | 7      |
| 2008/2009 | Ботев        | А група    | 15     | 7      |
| 2008/2009 | ЦСКА         | А група    | 7      | 7      |
| 2011      | Локомотив Сф | А група    | 0      | 0      |